# Число Грема

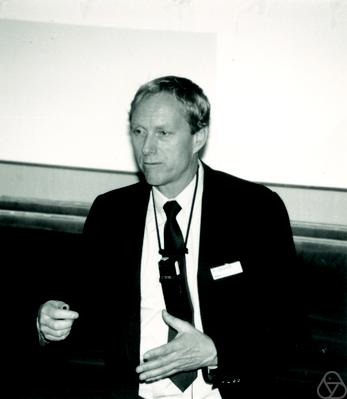
Рональд Грем у 1987 р.

Число Грема (англ. Graham's number)  — велике число, верхня межа в популярному поясненні доведення одного з аналогів теореми Рамсея. Назване на честь американського математика Рональда Грема.
Під час роботи з популяризації математики в 1977 році Рональд Грем запропонував Мартіну Гарднеру велике число G, що було одним із варіантів верхньої межі. Стаття Гарднера була надрукована в розділі «Математичні ігри» часопису Scientific American . Це число стало загальновідомим після його реєстрації у Книзі рекордів Гіннеса 1980 року як найбільшого числа, використаного для серйозного математичного доведення. Проте в науковій статті Грем із співавтором використовували трохи менше число.
Число Грема G виникає при різних математичних діях з трійкою. У результаті виходить число значно більше, ніж гуголплекс (а це: {\displaystyle 10^{10^{100}}}, для порівняння, кількість атомів у Всесвіті обраховують як {\displaystyle 10^{87}}). Через неможливість адекватно відобразити його звичними знаками, математики використовують спеціальні позначення, розроблені Дональдом Кнутом.
{\displaystyle \left.{\begin{matrix}G&=&3\underbrace {\uparrow \uparrow \cdots \cdots \cdots \cdots \cdots \uparrow } 3\\&&3\underbrace {\uparrow \uparrow \cdots \cdots \cdots \cdots \uparrow } 3\\&&\underbrace {\qquad \;\;\vdots \qquad \;\;} \\&&3\underbrace {\uparrow \uparrow \cdots \cdot \cdot \uparrow } 3\\&&3\uparrow \uparrow \uparrow \uparrow 3\end{matrix}}\right\}{\text{64 рівні}}}

Останні десять знаків числа Грема: …2464195387.
{\displaystyle G=3\rightarrow 3\rightarrow 65\rightarrow 2=g_{64},}
де {\displaystyle g_{1}=3\uparrow \uparrow \uparrow \uparrow 3,\quad g_{n}=3\uparrow ^{g_{n-1}}3,}